# Milewo-Kulki
Milewo-Kulki – kolonia w Polsce, w województwie mazowieckim, w powiecie przasnyskim, w gminie Krasne.
Kolonia wchodzi w skład sołectwa Milewo-Rączki.
Do 2023 miejscowość była częścią wsi Milewo-Rączki.
W latach 1975–1998 miejscowość administracyjnie należała do województwa ciechanowskiego.